# Parasteatoda oculiprominens
Parasteatoda oculiprominens là một loài nhện trong họ Theridiidae.
Loài này thuộc chi Parasteatoda. Parasteatoda oculiprominens được Kendo Saito miêu tả năm 1939.